# Parque de Isabel la Católica

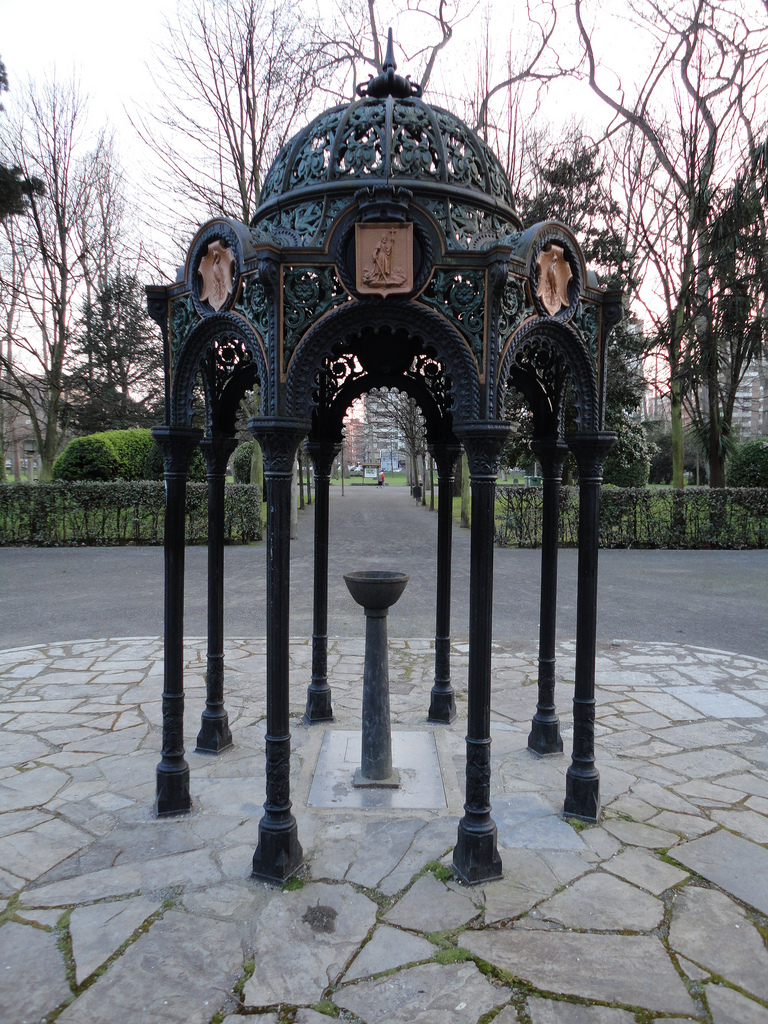
Palacete para fuente de agua

El parque de Isabel la Católica es un parque urbano que se encuentra en el barrio de El Bibio, en el concejo de Gijón (Asturias, España). Está situado en una zona pantanosa conocida anteriormente como charca del Piles o Llamarga del Molinón, en la margen izquierda del Río Piles. Fue diseñado en 1941 por Ramón Ortiz. 
El parque tiene 151 857 m² y es uno de los mayores parques urbanos de Asturias. 

## Flora
Cuenta con paseos con parterres y arriates de flores, y un gran lago con exuberante vegetación.

## Fauna

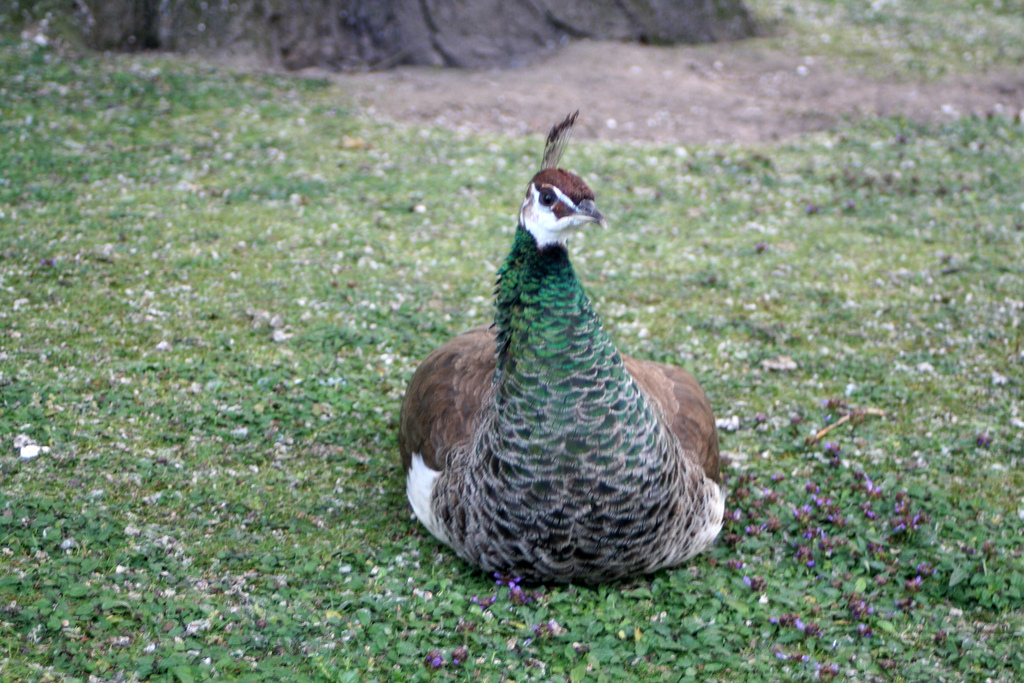
Pavo real

Lo habitan diversas especies animales en libertad y semilibertad, como ardillas, pavos reales, y hasta 40 tipos distintos de anátidas: Patos, ocas, gansos, cisnes blancos, cisnes negros y ejemplares del que se considera el pato más bello del mundo, el pato mandarín. Además hay un gran número de aves migratorias que invernan en el parque: garzas, cercetas, serretas y porrones.
Incluye un palomar y un gran aviario en el que pueden verse faisánidos y emúes.

## Esculturas
En el parque se encuentra el primer monumento que se erigió en el mundo dedicado a Alexander Fleming, descubridor de la penicilina. A su inauguración, el 18 de septiembre de 1955, asistió su viuda, Amalia Fleming. Es un diseño de Luis Moya realizado por Manuel Álvarez Laviada en bronce, piedra y granito. Se realizó gracias a una cuestación popular entre todos los gijoneses.
Otras obras en el parque son:
- Obras de piedra
  - Monumento a Isabel la Católica (1965), de Marino Amaya.
  - Alegoría (c. 1951), de Manuel Álvarez Laviada. Instalada inicialmente en el edificio de la Seguridad Social situado en la plaza del Carmen, fue trasladada a su actual emplazamiento en el 2007.
  - Monumento a don Romualdo Alvargonzález Lanquine (1954), de Gerardo Zaragoza.
  - Monumento a Ventura Álvarez Sala (1965), de Manuel Álvarez Agudo.
  - Maternidad (1960), de Marino Amaya
  - Desnudos. Reproducción realizada por Manuel Álvarez Agudo a finales de los años 1960 de la obra de Antonio de la Cruz Collado.
  - Diana cazadora. Reproducción realizada por Manuel Álvarez Agudo a finales de los años 1960 de la obra de Manuel Álvarez Laviada de 1926.
  - Las Dríadas. Reproducción realizada por Manuel Álvarez Agudo a finales de los años 1960 de la obra de Manuel Álvarez Laviada de 1930.
  - Monumento a Manuel Orueta (1927), de Emiliano Barral.
- Obras de bronce
  - Monumento a Nicanor Piñole (1951), de Manuel Álvarez Laviada.
  - Monumento a Evaristo Valle (1951), de Manuel Álvarez Laviada.

## Equipamientos
El parque cuenta con varias instalaciones diferentes:
- Una amplia zonas de juegos infantiles con pavimentación arenosa.

- El Parque Infantil de Tráfico, que desde 1964 educa a jóvenes en la normas de circulación mediante un circuito de bicicletas.

- Dos lagos artificiales con gran presencia de fauna.

- Zonas verdes de esparcimiento, especialmente en la zona oeste.

- La Avenida del Molinón, totalmente peatonal desde 2021 que conecta la Playa de San Lorenzo con el Estadio El Molinón.

- El Kilometrín, circuito de atletismo a orillas del río Piles.

- El Parador Nacional de Gijón, inaugurado en 1967 en una granja que tenía un antiguo molino hidráulico.

- El parque está muy próximo al Estadio El Molinón y al Recinto Ferial Luis Adaro.